# Paracladura minuscula
Paracladura minuscula är en tvåvingeart som beskrevs av Yang 2003. Paracladura minuscula ingår i släktet Paracladura och familjen vintermyggor. Inga underarter finns listade i Catalogue of Life.